# Oscar Cantoni
Oscar Cantoni (Lenno, 1 de setembro de 1950) é um cardeal italiano da Igreja Católica, bispo de Como.

## Biografia
Nasceu em Lenno, na região Lombardia em 1950 e depois de frequentar o Liceo Classico al Collegio Gallio de Como dos Padres Somascos, ingressou no Seminário de Como para fazer cursos de teologia. Em 28 de junho de 1975 recebeu a ordenação sacerdotal em Como, sua diocese de origem, do bispo Dom Teresio Ferraroni.
Durante o seu ministério sacerdotal desempenhou os seguintes cargos e ministérios: de 1995 a 1986 foi responsável pela animação vocacional na diocese, colaborador pastoral na paróquia de Santa Maria Regina em Como, capelão das Irmãs do Collegio Santa Chiara em Muggiò, professor de religião em escolas secundárias em Como e de 1990 a 2005 foi diretor espiritual no Seminário diocesano. Em 11 de julho de 2000 foi nomeado Prelado de Honra de Sua Santidade pelo Papa João Paulo II. De 2003 a 2005 foi vigário episcopal para o Clero de Como.
Em 25 de janeiro de 2005 foi eleito bispo de Crema e em 5 de março do mesmo ano recebeu a consagração episcopal na Catedral de Como de Dom Alessandro Maggiolini, bispo de Como, coadjuvado por Dom Teresio Ferraroni e por Dom Paolo Romeo, núncio apostólico na Itália.
Em novembro de 2010, em uma celebração na Catedral de Crema, ele recebeu a insígnia de Grande Oficial da Ordem e o decreto de nomeação como Grão Prior para o Norte da Itália da Ordem Equestre do Santo Sepulcro de Jerusalém.
Em 4 de outubro de 2016, o Papa Francisco o nomeou Bispo da diocese de Como. Membro da Comissão Episcopal para o Clero e a Vida Consagrada, exerceu o cargo de visitante dos seminários e delegado nacional do Ordo Virginum. Na diocese de Como convocou o 11º sínodo diocesano, intitulado "Testemunhas e arautos da misericórdia de Deus".
Além de colaborar com revistas de espiritualidade, sobre temas vocacionais, publicou vários livros para jovens.
Durante o Regina Caeli de 29 de maio de 2022, o Papa Francisco anunciou sua criação como cardeal no Consistório ocorrido em 27 de agosto. Recebeu o anel cardinalício, o barrete vermelho e o título de cardeal-presbítero de Santa Maria "Rainha da Paz" no Monte Verde.

## Obras publicadas
- Ragazzi nuovi per un mondo nuovo. Proposta di catechesi per l'anno di iniziazione alla cresima. Schede per il ragazzo (cartella a schede mobili a cura di Oscar Cantoni e Giuseppe Corti), Brescia, Queriniana, 1974.
- La tua vita. Sussidio vocazionale per ragazzi, Bologna, Dehoniane, 1981.
- Grida la tua speranza. Lettere ai giovani, Milano, Àncora, 1985. ISBN 88-7610-117-9.
- ... E brillerà la tua luce. Strumento di lavoro per i giovani che chiedono la direzione spirituale, Milano, Àncora, 1990. ISBN 88-7610-351-1. Il volume è giunto alla 4ª edizione: E brillerà la tua luce. Direzione spirituale. Guida per i giovani, Milano, Àncora, 2000. ISBN 88-7610-857-2.
- La direzione spirituale in vista dell'orientamento vocazionale, Como, Diocesi di Como, 1996.
- Direzione spirituale e accompagnamento vocazionale. Teologia e scienze umane a servizio della vocazione (con Dino Bottino e altri), Milano, Àncora, 1996. ISBN 88-7610-554-9.
- Direzione spirituale, maturità umana e vocazione (a cura del Centro Nazionale Vocazioni), Milano, Àncora, 1997. ISBN 88-7610-600-6.
- Sentieri di gioia (in appendice: "Discorso di Giovanni Paolo II ai giovani"), Milano, Àncora, 1998. ISBN 88-7610-680-4.
- Diventare padri nello Spirito. La formazione delle guide spirituali (a cura del Centro Nazionale Vocazioni), Milano, Àncora, 1999. ISBN 88-7610-741-X.
- Il discernimento spirituale (con Marko Ivan Rupnik e altri), in Credere oggi. Dossier di orientamento e aggiornamento teologico, n. 1, vol. 22 (gennaio-febbraio 2002), pp. 3–140.
- Come luce d'aurora... Un cammino di fede per diventare cristiani, Cinisello Balsamo, Edizioni San Paolo, 2003. ISBN 88-215-4842-2.
- Fare di Cristo il cuore del mondo. Per una comunione di intenti, Crema, Diocesi di Crema, 2005 (carta de entrada na diocese, publicada como suplemento ao semanário Il Nuovo Torrazzo de 24 de setembro de 2005).
- Ti scrivo da amico. Lettera a chi cerca..., Crema, Centro Editoriale Cremasco, 2007.
- La maturazione della risposta vocazionale al celibato nella formazione seminaristica, in Roberto Balletta e Andrea Mardegan (a cura di), Sacerdozio e celibato nella Chiesa, Milano, Centro Ambrosiano, 2007, pp. 149–164. ISBN 978-88-8025-621-2.